# Jaume Medina i Casanovas
Jaume Medina i Casanovas   (Vic, 6 d'abril de 1949 - Barcelona, 12 de març de 2023) fou un filòleg, llatinista, escriptor, traductor i poeta català.

## Vida

### Carrera acadèmica
Estudià el batxillerat a la seva ciutat natal i es llicencià en filologia clàssica a la Universitat de Barcelona (1972). El 1976 llegí una tesi sobre Els ritmes clàssics en la poesia catalana a la Universitat Autònoma de Barcelona, on obtingué el grau de doctor, i on exercí de professor de filologia llatina des del 1972 (catedràtic des del 2009).

### Recerca
Els seus ensenyaments, de caràcter eminentment filològic, han estat dedicats a la llengua i a la literatura llatines de totes les èpoques, amb una atenció especial al llatí vulgar, tardà, medieval i humanístic, així com a la retòrica clàssica, a la mètrica i a l'estilística, i també al pensament romà i a la civilització de Roma. Va participar en diversos cursos propedèutics d'introducció al llatí i ha donat nombrosos cursos de doctorat i de màster. Va ser un assidu col·laborador en projectes de recerca i n'ha dirigit un de dedicat a l'edició de diverses obres llatines de Ramon Llull. Va excel·lir com a investigador, amb més de tres-cents estudis publicats sobre filologia llatina (llengua i literatura), tradició clàssica i filologia catalana (llengua i literatura). Va donar nombrosos cursets, seminaris i conferències sobre literatura antiga i moderna. Va ser fundador de la Societat Catalana d'Estudis Clàssics (1979), coordinador del Simposi Carles Riba (1984) i fou membre del consell de direcció de la Fundació Bernat Metge. Va ser un dels col·laboradors de la Història de la literatura catalana de Riquer-Comas-Molas.
Té diverses traduccions publicades en les col·leccions de Textos Filosòfics, Clàssics del Cristianisme i Fundació Bernat Metge. Col·laborador del Raimundus-Lullus-Institut de la Universitat de Friburg de Brisgòvia (Alemanya) en la tasca d'edició de les obres llatines de Ramon Llull, va publicar també en la col·lecció del Corpus Christianorum, Continuatio Mediaeualis, editada a Turnhout (Bèlgica) per Brepols.
Els seus articles i estudis han aparegut en diverses revistes d'investigació i de creació, com Presència, Els Marges, Faventia, Reduccions, Llengua & Literatura, Serra d'Or, Revista de Catalunya, L'Avenç, Clot, Faig, Quaderns de Pastoral, Ausa, Qüestions de Vida Cristiana, Cala Murta, Estudis Romànics, Ínsula, Revista de Filología Románica, Revista de lenguas y literaturas catalana, gallega y vasca, Analecta Sacra Tarraconensia, Quaderns de Versàlia, Llengua Nacional, Studia Lulliana, i les digitals Methodos, Mirandum, Convenit, Revista Internacional d'Humanitats, Notandum, Mirabilia.
Va col·laborar també en la premsa periòdica amb articles a La Vanguardia, El País, Avui, Catalunya Cristiana, El 9 Nou i el diari digital Núvol.

### Creació literària
També va desenvolupar una important activitat en el camp de la creació literària. Integrant de la Generació dels 70, participà en la fundació de les col·leccions de poesia "Llibres del Mall" i "Ausiàs March" (1973), en les quals va publicar els seus primers llibres de versos. Va cultivar una poesia de gran rigor formal i d'una temàtica molt variada. Va exercir també la crítica literària i l'assaig, i és autor d'una peça teatral religiosa i d'una novel·la. Les seves traduccions d'autors antics i moderns han gaudit d'una gran divulgació.

## Obra

### Poesia
- Temps de tempesta (1974).
- Encalçar el vent (1976).
- Dura llavor secreta (1990).
- D'ara i de sempre (2000).
- Cobles devotes (2010).

### Novel·la
- El Perdut i el seu mirall (2016).

### Crítica literària
- Lletres d'enguany i d'antany (2003).

### Assaig
- Estudis de literatura catalana moderna i altres assaigs (2013).

### Recerca

#### Filologia llatina
- Traduccions d'autors de totes les èpoques de la llatinitat, entre els quals figuren Catul, Virgili, Horaci, Ovidi, Suetoni, Sant Agustí, l'Abat Oliba, Anselm de Canterbury, Ramon Llull, Erasme de Rotterdam, Robert Bellarmino, Francesc Calça, John Locke i Baruch de Spinoza.[3]
- La poesia llatina dels Països Catalans (Segles X-XX) (1996).
- La poesia llatina de Montserrat en els segles XVI-XVII (El Còdex Brenach de l'Arxiu Episcopal de Vic) (1998).
- Raimundi Lulli Opera Latina 97-100: In Cypro, Alleas in Cilicia deque transmarinis ueniente annis MCCCI-MCCCII compilata (2005).
- Raimundi Lulli Opera Latina 7-9, annis 1274-1276 composita (2009).
- Sobre Ramon Llull (2013).

#### Tradició clàssica
- De l'Edat Mitjana al Dos mil. Estudis sobre la tradició clàssica a Catalunya. (2009).

#### Filologia catalana
- Estudis sobre Ramon Llull, Jaume Balmes, Jacint Verdaguer, Josep Torras i Bages, Àngel Guimerà, Josep Carner, Miquel Martí i Pol, Joan Triadú, Albert Manent i altres autors del segle xx.
- Editor dels epistolaris de Josep Torras i Bages i Josep Carner i col·laborador en el de Carles Riba.
- Carles Riba (1893-1959) (1989).
- La plenitud poètica de Carles Riba: El període de les ‘Elegies de Bierville' (1994).
- Les dames de Josep Carner (1998).
- Carles Riba i Joan Maragall o la moral de la paraula (2011).
- La lenta agonia del català, o L'ús de la llengua en els mitjans de comunicació (2013).
- El parlar d'una familia vigatana (2014).
- Carles Riba: Biografia i antologia poètica comentada (2017), reedició de la biografia que Albert Manent va publicar el 1963, revisada i acompanyada d'una antologia de poemes de Riba seleccionats i comentats per Jaume Medina.

#### Retòrica
- Traducció de la Retòrica a Herenni (2000).
- L'art de la paraula (2000), el primer tractat de retòrica i poètica complet aparegut en català.
- Edició de la Rhetorica nova de Ramon Llull.

## Premis
- Premi a la millor traducció catalana de l'any 1982, per la Generalitat de Catalunya.
- V Premi Fundació Congrés de Cultura Catalana de Biografia i Estudis Històrics (1988).
- Premi Crítica ‘Serra d'Or’ 1990.
- Premi Josep Carner, de l'Institut d'Estudis Catalans (1997).
- Premi de Crítica Literària Jaume Bofill i Ferro (1999).
- Premi Camilo José Cela de crítica literària. Premis Ciutat de Palma (2010).